# Обхорошее
Обхоро́шее (Обхорощее) — гидрологический пост в Хабаровском крае России, относится к межселенным территориям, входящим в состав муниципального района имени Полины Осипенко.

## География
Обхорошее стоит на левом берегу реки Нимелен у подножия хребта Магу. Лесистый хребет (лиственница и ель) уходит на север. Ближайшие вершины — 230-240 м, севернее — уже 420-440 м. С хребта стекают реки — Альникан и Джагдай, впадающие в Нимелен северо-западнее поста; ручей Озёрный, теряющийся в болотах в пойме реки Омал к востоку от населённого пункта; ручей Крутой, впадающий в реку Нюря, правый приток Омала, северо-восточнее поста.
Омал восточнее принимает несколько рек (Нюря, слева — Моренул с притоком Марукилом) и к юго-востоку от поста впадает в Нимелен. Долины Нимелена, Омала, Альникана (Нимелено-Чукчагирская низменность) заболочены, по берегам растут лиственницы и ели. Болото на правом берегу Нимелена имеет ряд озёр (Моховое, Зелёное, Мелкое, озёра Маревые и др.). В болоте берёт начало Чёрная Речка, впадающая на юге в Упагду (истоки Упагды находятся за болотом к западу от населённого пункта, на склонах Кольтоурского хребта). Скорость течения Нимелена у поста — 1,6 м/с.
С юга вдоль русла Нимелена к посту протянута линия связи от районного центра, ранее на этом участке существовали два контрольных пункта связи — Ключ и Виандра. От поста Обхорошее, сопровождаемая полевой дорогой, она уходит на север, к несуществующим ныне контрольным пунктам связи Шейкино, Грань, Алгатино и к селу Тугур Тугуро-Чумиканского района, на берег Охотского моря. Посредством автозимника гидрологический пост связан с метеостанцией Бурукан (Тугуро-Чумиканский район, северо-западное направление) и водомерным постом Упагда (юго-западное направление), откуда по тракторной трассе можно попасть в райцентр.

## История
Ранее населённый пункт Обхорошее имел статус контрольного пункта связи и состоял из одного дома, построенного, по некоторым данным, в 1930-х годах. В административном отношении подчинялся, как и остальные водомерные, гидрологические посты, контрольные пункты связи на территории района — сельской администрации села имени Полины Осипенко. Сейчас её аналогом является муниципальное образование сельское поселение «Село имени Полины Осипенко», в которое входит лишь один населённый пункт — собственно районный центр, тогда как гидрологические посты и контрольные пункты связи отнесены к межселенной территории района.

## Население
| 2002 | 2010 | 2011 | 2012 | 2021 |
| ---- | ---- | ---- | ---- | ---- |
| 2    | ↘1   | →1   | →1   | →1   |

По данным переписи 2002 года, в населённом пункте проживало 2 человека, все — мужчины, 100 % населения — русские.